# Široké Pole

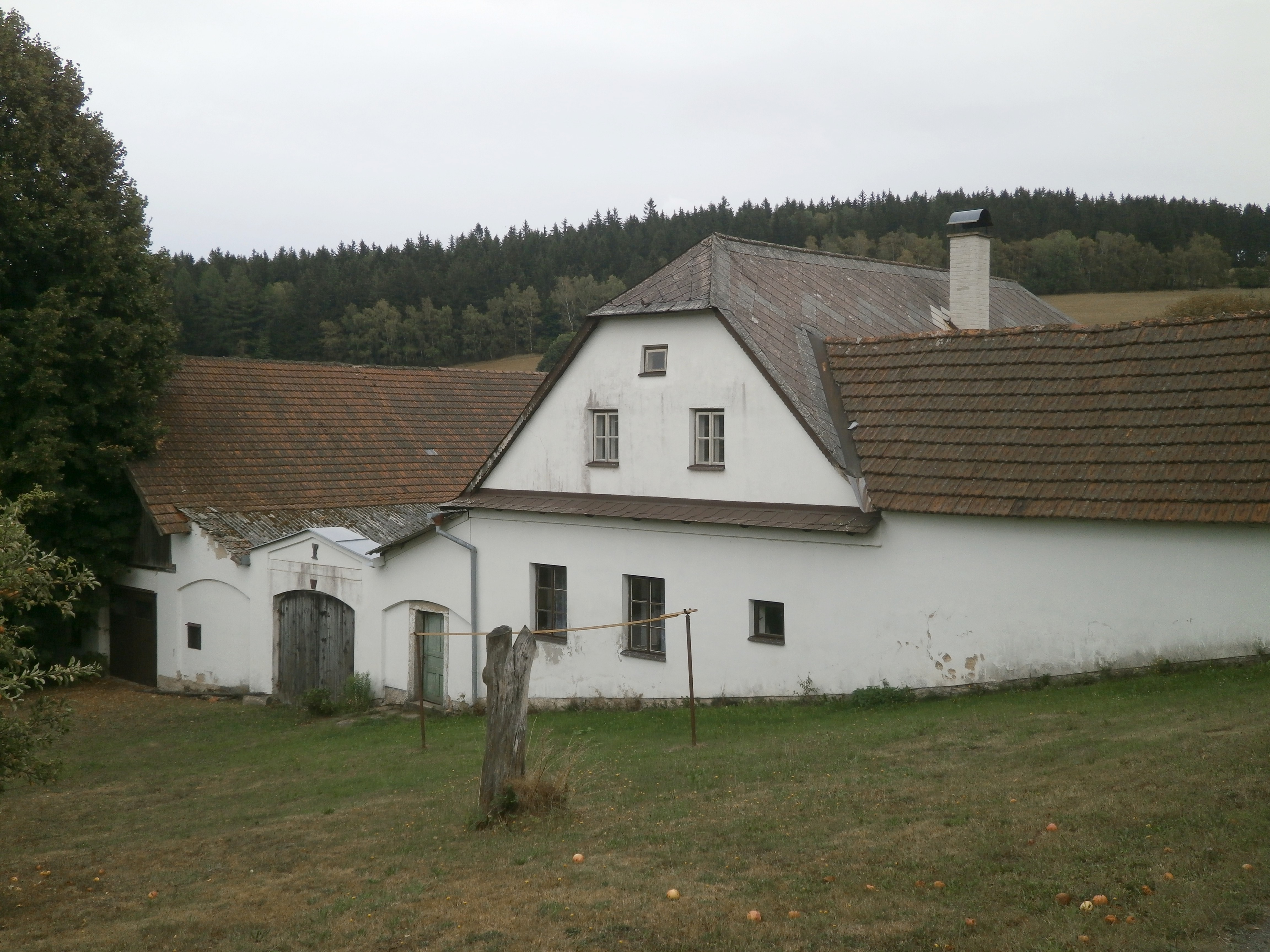
Gehöft Nr. 1

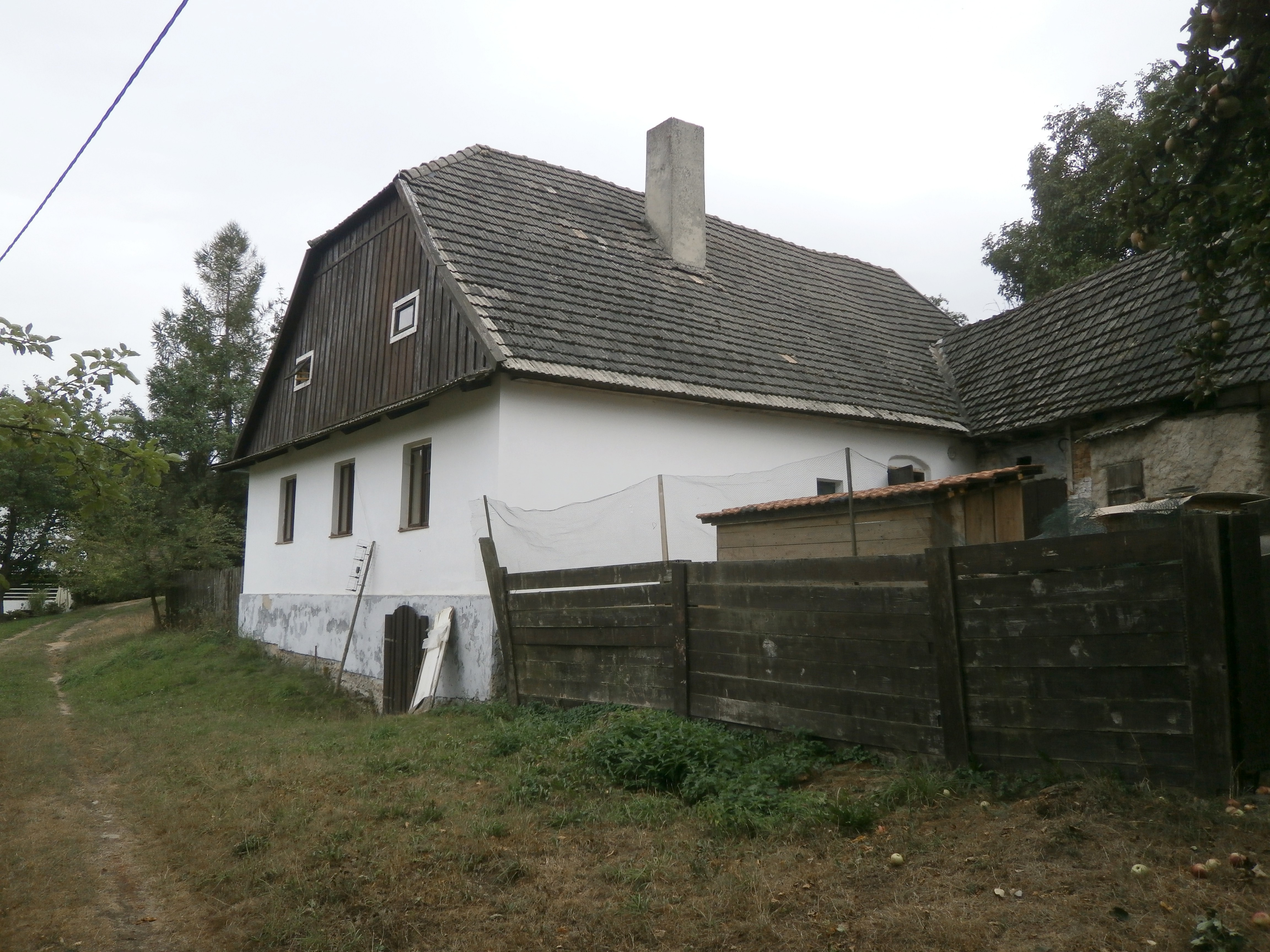
Gehöft Nr. 3

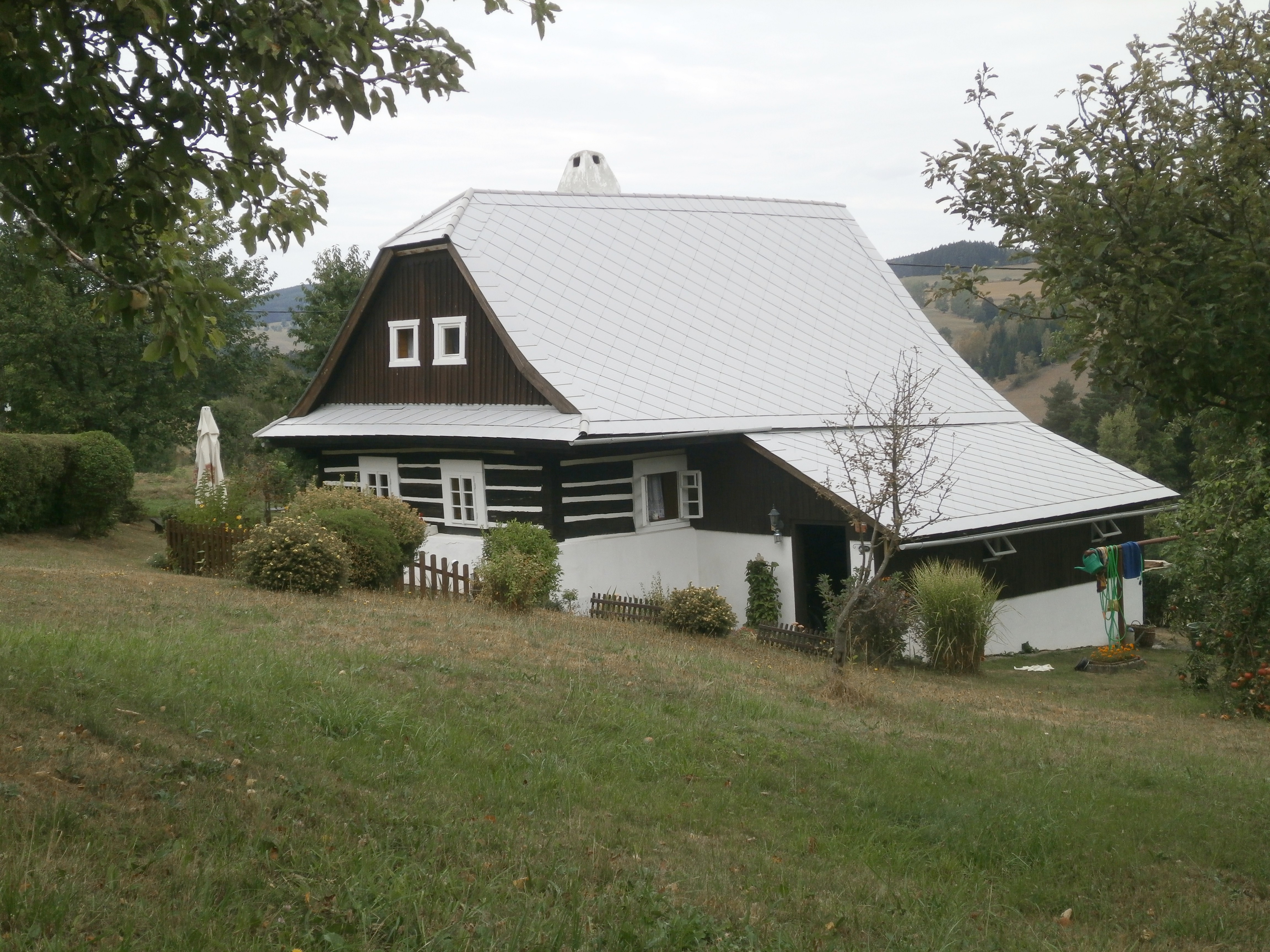
Haus Nr. 9

Široké Pole (deutsch Breitenfeld) ist ein Ortsteil der Gemeinde Nový Jimramov in Tschechien. Er liegt drei Kilometer südwestlich von Jimramov und gehört zum Okres Žďár nad Sázavou.

## Geographie
Der Weiler Široké Pole befindet sich rechtsseitig über dem Tal der Fryšávka am Nordhang des Píckov (700 m. n.m.) in den Žďárské vrchy (Saarer Berge). Nördlich erheben sich die Rychtářova stráň (669 m. n.m.) und die Prosíčka (739 m. n.m.), im Osten der Padělek (625 m. n.m.) und der V Háji (684 m. n.m.), westlich der Zítkův kopec (723 m. n.m.) sowie in Nordwesten die Skály (723 m. n.m.) und der Štarkov (679 m. n.m.) mit den Resten der gleichnamigen Burg. Široké Pole liegt im Landschaftsschutzgebiet Žďárské vrchy. Die Ortschaft hat keine Straßenanbindung und ist nur von Nový Jimramov über einen, im Winter oft unpassierbaren Fahrweg aus dem Tal erreichbar.
Nachbarorte sind Nový Jimramov im Norden, Jimramov im Nordosten, Benátky, Domky und Ubušín im Osten, Unčín, Strachujov und Jimramovské Pavlovice im Südosten, Míchov und Korábský Mlýn im Süden, Věcov und Odranec im Südwesten, Polsko, Bořina, Kuklík und Nové Jimramovské Paseky im Westen sowie Rabuňka, Líšná und Jimramovské Paseky im Nordwesten. 

## Geschichte
Die Siedlung Breitenfeld wurde in der ersten Hälfte des 18. Jahrhunderts am Hang südlich von Huty durch die Herrschaft Ingrowitz gegründet. Ihren Namen erhielt sie von der Flur Breitfeld, auf der sie angelegt wurde. Der tschechische Ortsname entstand als Übersetzung des deutschen Namens. Durch Rodung des Waldes gewannen die Siedler weitere landwirtschaftlich nutzbare Flächen, die sich wegen der Hanglage nicht zum Ackerbau eigneten. 1750 gab es acht Anwesen in Breitenfeld.
Im Jahre 1840 bestand das im Iglauer Kreis gelegene Dorf Breitenfeld bzw. Široky pole aus neun Häusern mit 66 tschechischsprachigen Einwohnern, davon 45 Helveten. Pfarr-, Schul und Amtsort war Ingrowitz. Bis zur Mitte des 19. Jahrhunderts blieb Breitenfeld der Allodialherrschaft Ingrowitz untertänig.
Nach der Aufhebung der Patrimonialherrschaften bildete Široké Pole / Breitenfeld ab 1850 einen Ortsteil der Gemeinde Hutě / Neu Ingrowitz im Gerichtsbezirk Neustadtl in Mähren. Ab 1868 gehörte das Dorf zum Bezirk Neustadtl in Mähren. 1869 hatte Široké Pole 81 Einwohner und bestand aus 15 Häusern. Im Jahre 1900 lebten in Široké Pole 64 Personen, 1910 waren es 55. Nach dem Ersten Weltkrieg zerfiel der Vielvölkerstaat Österreich-Ungarn, das Dorf wurde 1918 Teil der neu gebildeten Tschechoslowakischen Republik. Beim Zensus von 1921 lebten in den 14 Häusern von Široké Pole 43 Tschechen. Ab 1924 wurde der seit den 1870er Jahren alternativ neben Hutě verwendete Name Nový Jimramov zum amtlichen Gemeindenamen. Im Jahre 1930 bestand das Dorf aus 13 Häusern und hatte 41 Einwohner. Von 1939 bis 1945 gehörte Široké Pole / Breitenfeld zum Protektorat Böhmen und Mähren. 1949 wurde das Dorf in den Okres Polička umgegliedert. 1950 lebten nur noch 24 Personen in Široké Pole. Im Zuge der Gebietsreform von 1960 erfolgte die Aufhebung des Okres Polička; Široké Pole wurde dabei dem Okres Žďár nad Sázavou zugeordnet. Beim Zensus von 2001 hatte in den sieben Wohnhäusern von Široké Pole niemand seinen ständigen Wohnsitz. Die Häuser werden heute größtenteils zu Erholungszwecken genutzt. Am Hang nördlich von Široké Pole befindet sich das Skigebiet Nový Jimramov.

## Ortsgliederung
Der Ortsteil Široké Pole ist Teil des Katastralbezirkes Nový Jimramov.